# L'enigma della camera 622
L'enigma della camera 622 (L'Énigme de la chambre 622) è un romanzo dello scrittore svizzero Joël Dicker pubblicato nel 2020 dalla casa editrice francese Éditions de Fallois. Come da prassi dello scrittore, si tratta di un giallo deduttivo/psicologico. Il protagonista del romanzo è Dicker stesso, che finge di avere vissuto in prima persona le vicende narrate, accadute fra Ginevra, dove lo scrittore vive, e le Alpi svizzere.

## Trama
(Lev Levovitch)
Lo scrittore Joël, provato dalla perdita dell'editore dei suoi primi due romanzi Bernard de Fallois, e recentemente scottato da una delusione d'amore, si reca in vacanza sulle Alpi svizzere, ove prende alloggio all'hotel Palace de Verbier. Qui conosce la sua vicina di stanza, Scarlett Leonas: i due notano che la donna si trova nella camera 621bis e che, essendo Joël nella 623, manca la n. 622. Il personale dell'albergo si rivela evasivo alle richieste di spiegazioni: si recano così nell'archivio del quotidiano locale, dove scoprono che anni addietro nella camera 622 avvenne un delitto rimasto irrisolto. Per cancellarne la memoria, il direttore dell'albergo fece cambiare il numero alla stanza, ribattezzandola 621bis. Cedendo alle richieste di Scarlett, Joël accetta di svolgere ricerche sul caso e di trarne eventualmente un romanzo.
Scoprono così che l'albergo è legato a una banca di Ginevra di fama internazionale, la Ebezner, fondata nel 1702: ogni anno, a dicembre, vi si svolge il cosiddetto "Gran Weekend", a cui partecipano i vari dipendenti e dove, occasionalmente, vi si elegge il presidente. Nell'anno del delitto vi si doveva effettivamente eleggere il presidente, in quanto era recentemente mancato l'ultimo, Abel Ebezner; in realtà l'elezione era una pura formalità, poiché regola imprescindibile della banca era che il presidente doveva essere un Ebezner: ma Abel, su disposizione testamentaria, aveva intimato che il presidente fosse eletto dal Consiglio di amministrazione, ossia dal vicepresidente e dai due consiglieri. Vicepresidente avrebbe dovuto essere il figlio di Abel, Macaire, ma per un preciso motivo quindici anni prima aveva ceduto il suo pacchetto azionario al faccendiere russo Sinior Tarnogol, uomo dal passato oscuro e dalle immense ricchezze, che era diventato in automatico vicepresidente, facendo andare su tutte le furie Abel, che aveva cambiato le regole di successione. I due consiglieri, Horace e suo figlio Jean-Bénédict, a loro volta, venivano nominati per ereditarietà: appartenevano alla famiglia Hansen, lontani cugini degli Ebezner (il fondatore Ebezner della banca era cognato del primo Hansen), e detenevano quota minoritaria delle azioni.
Joël (che ha iniziato a scrivere un romanzo sul tema) e Scarlett scoprono gli infiniti intrighi che si erano susseguiti nella vita della banca negli ultimi anni, e i relativi personaggi. Macaire venne oscurato da Lev Levovitch, banchiere dalle umili origini, che diventò il prediletto di Tarnogol per la figura di presidente. Il russo si rivelò un autentico Mefistofele: agganciato ai servizi segreti russi, aveva conoscenze inimmaginabili e riusciva a manipolare facilmente le persone con cui aveva che fare, fra cui Macaire, a cui riuscì a strappare le azioni della banca in cambio del matrimonio con Anastasia, di cui era follemente infatuato, ma che era allora legata a Levovitch. Lo stesso Macaire aveva una sorprendente doppia vita: collaborava infatti con una frangia non ufficiale dell'intelligence svizzera, tale "P-30", che si occupava di proteggere l'identità degli investitori e dei correntisti stranieri, utilizzando spesso metodi non convenzionali. I due Hansen, soprattutto Horace, covavano un risentimento generazionale per i cugini Ebezner, dato che da secoli erano da essi oscurati: Jean-Béné si era rivelato però buon amico di Macaire e si oppose all'elezione di Levovitch alla presidenza. Anastasia, moglie di Macaire, aveva una relazione con Lev che – come detto – risaliva a quando il banchiere era un semplice facchino del Palace; qui il direttore Rose e Tarnogol intuirono le capacità del ragazzo (che conosceva dieci lingue, era un lettore vorace e apprendeva qualsiasi cosa con facilità estrema) e fecero in modo che intraprendesse la professione bancaria presentandolo ad Abel Ebezner, che ne fece il suo pupillo (scatenando la gelosia di Macaire).
In tutto questo caravanserraglio di personaggi, relazioni e intrighi, amori e tradimenti, uno dei protagonisti venne ucciso la notte successiva all'elezione del nuovo presidente. La polizia, grazie anche all'aiuto di un'insospettabile talpa (un'agente assunta dalla Ebezner mesi prima dei fatti per indagare su alcuni traffici sospetti di danaro), riuscì a dipanare diversi misteri, fra cui le incredibili vere identità di Tarnogol e di Wagner, agente della P-30 e capo di Macaire, ma quella dell'assassino della camera 622 non fu mai svelata. Anni dopo, grazie ad un'intuizione di Scarlett, verrà squarciato anche questo velo.

## Critica
Il romanzo ha un'importante componente metanarrativa e utilizza la tecnica del mise en abyme: infatti Dicker finge di aver vissuto in prima persona le vicende narrate e nel corso della narrazione fa ripetutamente riferimento al romanzo stesso (che inizierà a scrivere nel corso della vicenda). La sensazione del romanzo che parla di sé stesso è accentuata nel finale, quando Dicker scrive di avere... finito di scrivere L'enigma della camera 622 e di essersi immaginato le vacanze al Palace e la sua vicina di stanza Scarlett (il cui cognome, Leonas, è anagramma di Sloane, la sua ultima fiamma). Il libro è dedicato alla memoria di Bernard de Fallois, e in alcuni capitoli Dicker racconta alcuni aneddoti dell'amicizia che lo legava all'editore, ad esempio di come avesse premuto per fare uscire in anticipo l'Harry Quebert, intuendone la potenzialità.
La risoluzione del giallo, ossia lo smascheramento dell'assassino, è solo uno dei tanti misteri che il lettore è chiamato a svelare: fino a due terzi del romanzo, infatti, non viene svelato neppure chi sia l'ucciso, né il nuovo presidente, anche se nei capitoli precedenti sono presenti numerosi indizi abilmente celati.

### Gli anni degli eventi
Nel romanzo è datato solo il "presente", ossia il 2018, quando Joël e Scarlett iniziano a indagare; non è mai indicato l'anno del delitto, ma solo la data: domenica 16 dicembre. Dicker fissa nel tempo gli avvenimenti avvenuti «quindici anni prima» dell'omicidio, quando Lev era facchino del Palace e conobbe Anastasia. L'anno del delitto si può dedurre dall'indicazione degli anni di carcere (quattro) che si fece Lev, arrestato per truffa pochi mesi dopo l'omicidio, e da quando Anastasia, nel 2018, racconta a Joël e Scarlett che Lev fu scarcerato «dieci anni prima»: il delitto avvenne quindi almeno quattordici anni prima del 2018. Sapendo che il delitto avvenne domenica 16 dicembre, l'anno più vicino al 2004 in cui il 16 dicembre era domenica è il 2001. Di conseguenza gli avvenimenti di quindici anni prima del delitto risalgono al 1986.

## Personaggi
Macaire EbeznerProtagonista del romanzo. È l'erede designato per la carica di presidente dell'omonima banca. Nel corso della vicenda si scopre che collaborava da anni coi servizi segreti svizzeri.
JoëlNarratore del romanzo, si reca in vacanza all'hotel Palace, dove scopre che anni prima venne commesso un omicidio.
Scarlett LeonasOspite del Palace, conosce Joël e assieme indagano sull'omicidio.
Lev LevovitchCo-protagonista del romanzo. Di umili origini, venne assunto assieme al padre al Palace, dove conobbe Anastasia e se ne innamorò, ricambiato. La loro storia venne osteggiata dalla madre di Anastasia e dal padre di Lev. Successivamente, appoggiato da Tarnogol, venne assunto alla Ebezner, dove divenne banchiere di successo, tanto da essere il principale candidato all'elezione a presidente.
Anastasia Von LachtMoglie di Macaire e amante di Lev.
Sinior TarnogolMisterioso uomo d'affari russo, interviene su tutte le vicende narrate, dall'elezione del presidente della banca al lavoro segreto di Macaire, dalla storia fra Anastasia e Lev al successivo matrimonio fra ella e Macaire. Divenne vicepresidente dopo che Macaire gli cedette il proprio pacchetto azionario.
CristinaSegretaria particolare di Macaire e Lev.
Edmond RoseDirettore del Palace ai tempi dell'omicidio. Adottò virtualmente Lev, scoprendone le potenzialità: avrebbe voluto che dirigesse l'albergo o che intraprendesse la carriera bancaria.
Sol LevovitchPadre di Lev. Ex attore di talento caduto in disgrazia, venne assunto da Rose per un preciso compito legato alla sua ex professione.
Abel EbeznerPadre di Macaire e mentore di Lev. Dopo aver saputo che il figlio aveva barattato le azioni della banca con Tornogol, dispose che il suo successore non fosse automaticamente Macaire ma che venisse eletto dagli altri tre consiglieri (che, per regola, non potevano essere eletti alla presidenza), scatenando il caos nella banca.
Jean-Bénédict HansenConsigliere della banca, cugino alla lontana e amico di Macaire.
Horace HansenPadre di Jean-Bénédict, consigliere della banca.
ArmaGovernante, impicciona ma di buon cuore, di Macaire e Anastasia. Segretamente innamorata di Macaire, avrà una storia con lui dopo la sua separazione da Anastasia.
WagnerAgente dei servizi segreti, contattò Macaire per proporgli di collaborare a proteggere gli investitori esteri che aprivano conti nelle banche svizzere e smascherare chi tentava di vendere informazioni ai governi stranieri. Minacciando Macaire di rivelare il suo passato, lo ricattò affinché uccidesse Tarnogol, che a suo dire era diventato una minaccia per la Confederazione elvetica, ma il banchiere si rifiutò. La sua vera identità verrà svelata alla fine del romanzo.
Dr KazanAnalista di Macaire, anch'egli non è chi dice di essere.
Olga Von LachtMadre di Anastasia. Nonostante fosse di umili origini, la donna era ossessionata dal voler apparire appartenente ai ceti alti, affinché le figlie venissero sposate da uomini facoltosi.
Irina Von LachtSorella maggiore di Anastasia.
Denis BisnardResponsabile banchetti del Palace.
Philippe SagamoreTenente della sezione Crimini violenti della polizia di Ginevra. Sarà lui a squarciare tutti i veli ma non riuscirà a smascherare l'assassino.
Alfred AgostinelliAutista e tuttofare di Lev.

## Edizioni italiane
- Joël Dicker, L'enigma della camera 622, traduzione di Milena Zemira Ciccimarra, Collana Oceani n. 91, Milano, La nave di Teseo, 2020, ISBN 978-88-3460-224-9.